# Dean Shiels
Dean Shiels (ur. 1 lutego 1985 w Magherafelt) – północnoirlandzki piłkarz, występujący na pozycji napastnika lub ofensywnego pomocnika w Derry City.
Karierę rozpoczął w 2003 w Arsenalu, a po roku przeniósł się do Hibernian. W Hibs rozegrał 117 ligowych spotkań i strzelił 24 goli. Latem 2009 podpisał kontrakt z Doncaster Rovers.
W 2005 roku zadebiutował w reprezentacji Irlandii Północnej.